# Епиталамий
Епиталамий (от древногръцки ἐπιθαλάμιον / Epithalamion) е сватбена песен с обреден характер в античната гръцка поезия.
Епиталамиите са се пеели от два хора – мъжки и женски. Мъжкият хор, състоящ се от юноши, е възхвалявал младоженеца, спечелил богатство в лицето на булката, и е изразявал радостни чувства. Женският хор, състоящ се от девойки, изразявал елегично настроение, заради раздялата на девойката с нейните приятелки при навлизането си в брачния живот. И двата хора възпяват Вечерницата – като носителка на щастие за жениха и като виновница за мъката на булката.
Освен тези два мотива, в епиталамиите се засягат и други чувства и настроения, свързани със сватбения обред, като раздялата с моминството, размислите на нейните близки за нейния нов семеен живот. В песните се ползва възгласът „О, Хименей!“ по името на бога, покровител на брака.
В античността епиталамии са писали Сафо, Анакреон, Стезихор, Пиндар и други.
Пенчо Славейков е автор на цикъл песни, озаглавени „Епиталамии“, включени в стихосбирката „На острова на блажените“, приписани на Силва Мара, чийто първообраз е поетесата Мара Белчева.